# بيرخن (ليمبورخ)
بيرخن Bergen  مدينة وبلدية بمقاطعة ليمبورخ، هولندا.

## طوبوغرافيا
خريطة طوبوغرافية هولندية لبلدية بيرخن ، ديسمبر 2015، (تقرأ بعد ثلاث نقرات على الخريطة)

## أعلام
- ليكه مارتينس